# Championnat du Japon de football 1993
Navigation
J1 League 1994
Le Championnat du Japon de football 1993 est la 28e édition de la première division japonaise et la 1er édition de la J.League. Le championnat a débuté le 15 mai 1993 et s'est achevé le 16 janvier 1994. 
Le championnat se déroule en deux phases : les matchs aller (Suntory Series) et les matchs retour (NICOS Series). Le champion de chaque phase est qualifié pour la finale qui détermine le champion du Japon. 

## Les clubs participants
| Club                 | Ville     | Entraîneur         | Depuis | Stade                            | Capacité | Nombre de saisons |
| -------------------- | --------- | ------------------ | ------ | -------------------------------- | -------- | ----------------- |
| Sanfrecce Hiroshima  | Hiroshima | Stuart Baxter      | 1992   | Grande Arche d'Hiroshima         | 50 000   | 1                 |
| JEF United Ichihara  | Ichihara  | Yoshikazu Nagai    | 1992   | ZA Oripri Stadium                | 14 051   | 1                 |
| Kashima Antlers      | Kashima   | Masakatsu Miyamoto | 1992   | Stade de Kashima                 | 40 728   | 1                 |
| Verdy Kawasaki       | Kawasaki  | Yasutaro Matsuki   | 1993   | Stade d'athlétisme de Todoroki   | 27 495   | 1                 |
| Mitsubishi Urawa FC  | Saitama   | Takaji Mori        | 1992   | Urawa Komaba Stadium             | 21 500   | 1                 |
| Shimizu S-Pulse      | Shizuoka  | Émerson Leão       | 1992   | Stade du parc Nihondaira         | 20 299   | 1                 |
| Nagoya Grampus Eight | Nagoya    | Ryuzo Hiraki       | 1992   | Stade d'athlétisme de Mizuho     | 27 000   | 1                 |
| Gamba Osaka          | Suita     | Kunishige Kamamoto | 1991   | Stade commémoratif de l'Expo '70 | 21 000   | 1                 |
| Yokohama Flügels     | Yokohama  | Shū Kamo           | 1991   | Mitsuzawa Stadium                | 15 046   | 1                 |
| Yokohama Marinos     | Yokohama  | Hidehiko Shimizu   | 1992   | Mitsuzawa Stadium                | 15 046   | 1                 |

### Localisation des clubs
| \| Clubs du Grand Tokyo · Kashima Antlers (Ibaraki) · Yokohama Marinos (Kanagawa) · JEF United Ichihara (Chiba) · Verdy Kawasaki (Kanagawa) · Mitsubishi Urawa FC (Saitama) · Yokohama Flügels (Kanagawa) Grand Tokyo Nagoya Grampus Eight Shimizu S-Pulse Gamba Osaka Sanfrecce Hiroshima \| Localisation des clubs engagés dans le championnat. |
| Clubs du Grand Tokyo · Kashima Antlers (Ibaraki) · Yokohama Marinos (Kanagawa) · JEF United Ichihara (Chiba) · Verdy Kawasaki (Kanagawa) · Mitsubishi Urawa FC (Saitama) · Yokohama Flügels (Kanagawa) Grand Tokyo Nagoya Grampus Eight Shimizu S-Pulse Gamba Osaka Sanfrecce Hiroshima                                                           |

| Clubs du Grand Tokyo · Kashima Antlers (Ibaraki) · Yokohama Marinos (Kanagawa) · JEF United Ichihara (Chiba) · Verdy Kawasaki (Kanagawa) · Mitsubishi Urawa FC (Saitama) · Yokohama Flügels (Kanagawa) Grand Tokyo Nagoya Grampus Eight Shimizu S-Pulse Gamba Osaka Sanfrecce Hiroshima |

## Classements
| Pos | Club                 | J  | G  | D  | Bp | Bc | Diff |
| --- | -------------------- | -- | -- | -- | -- | -- | ---- |
| 1   | Kashima Antlers      | 18 | 13 | 5  | 41 | 18 | 23   |
| 2   | Verdy Kawasaki       | 18 | 12 | 6  | 29 | 21 | 8    |
| 3   | Yokohama Marinos     | 18 | 11 | 7  | 29 | 24 | 5    |
| 4   | Shimizu S-Pulse      | 18 | 10 | 8  | 28 | 25 | 3    |
| 5   | JEF United Ichihara  | 18 | 9  | 9  | 26 | 23 | 3    |
| 6   | Sanfrecce Hiroshima  | 18 | 9  | 9  | 23 | 24 | -1   |
| 7   | Yokohama Flügels     | 18 | 8  | 10 | 24 | 21 | 3    |
| 8   | Gamba Osaka          | 18 | 8  | 10 | 27 | 31 | -4   |
| 9   | Nagoya Grampus Eight | 18 | 7  | 11 | 21 | 28 | -7   |
| 10  | Mitsubishi Urawa FC  | 18 | 3  | 15 | 11 | 34 | -23  |

| Pos | Club                 | J  | G  | D  | Bp | Bc | Diff |
| --- | -------------------- | -- | -- | -- | -- | -- | ---- |
| 1   | Verdy Kawasaki       | 18 | 16 | 2  | 43 | 10 | 33   |
| 2   | Shimizu S-Pulse      | 18 | 14 | 4  | 26 | 9  | 17   |
| 3   | Yokohama Marinos     | 18 | 10 | 8  | 31 | 24 | 7    |
| 4   | Kashima Antlers      | 18 | 10 | 8  | 31 | 25 | 6    |
| 5   | Sanfrecce Hiroshima  | 18 | 9  | 9  | 31 | 25 | 6    |
| 6   | Gamba Osaka          | 18 | 8  | 10 | 24 | 34 | -10  |
| 7   | Yokohama Flügels     | 18 | 8  | 10 | 20 | 30 | -10  |
| 8   | Nagoya Grampus Eight | 18 | 5  | 13 | 27 | 28 | -1   |
| 9   | JEF United Ichihara  | 18 | 5  | 13 | 25 | 44 | -19  |
| 10  | Mitsubishi Urawa FC  | 18 | 5  | 13 | 15 | 44 | -29  |

## Finale
| 9 janvier 1994 | Kashima Antlers | 0 - 2 | Tokyo Verdy             | Stade olympique, Tokyo                        |                                               |
|                |                 |       | 60e Kazu · 89e Bismarck | Spectateurs : 53 553 Arbitrage : Kenji Tanaka | Spectateurs : 53 553 Arbitrage : Kenji Tanaka |

| 16 janvier 1994 | Tokyo Verdy | 1 - 1 | Kashima Antlers | Stade olympique, Tokyo                         |                                                |
|                 | Kazu 82e    |       | 38e Alcindo     | Spectateurs : 59 715 Arbitrage : Shizuo Takada | Spectateurs : 59 715 Arbitrage : Shizuo Takada |

## Classement régulier
Etablis sur l'ensemble des matchs aller et retour. 
| Pos | Club                 | J  | G  | D  | Bp | Bc | Diff |
| --- | -------------------- | -- | -- | -- | -- | -- | ---- |
| 1   | Verdy Kawasaki L     | 36 | 28 | 8  | 69 | 28 | 41   |
| 2   | Kashima Antlers      | 36 | 23 | 13 | 72 | 43 | 29   |
| 3   | Shimizu S-Pulse      | 36 | 24 | 12 | 54 | 34 | 20   |
| 4   | Yokohama Marinos     | 36 | 21 | 15 | 60 | 48 | 12   |
| 5   | Sanfrecce Hiroshima  | 36 | 18 | 18 | 54 | 49 | 5    |
| 6   | Yokohama Flügels C   | 36 | 16 | 20 | 51 | 65 | -7   |
| 7   | Gamba Osaka          | 36 | 16 | 20 | 51 | 65 | -14  |
| 8   | JEF United Ichihara  | 36 | 14 | 22 | 51 | 67 | -16  |
| 9   | Nagoya Grampus Eight | 36 | 12 | 24 | 48 | 66 | -18  |
| 10  | Mitsubishi Urawa FC  | 36 | 8  | 28 | 26 | 78 | -52  |

|  | Qualification pour la Coupe d'Asie des clubs champions 1994-1995                        |
|  | C : Vainqueur de la Coupe de l'Empereur 1993 L : Vainqueur de la Coupe de la Ligue 1993 |

## Classement des buteurs
| Joueur          | Nombre de buts |
| --------------- | -------------- |
| Ramón Díaz      | 28             |
| Alcindo Sartori | 22             |
| Kazuyoshi Miura | 20             |
| Nobuhiro Takeda | 17             |
| Pavel Řehák     | 16             |

## Affluences moyennes
| Club                 | Nombre de spectateurs | Moyenne |
| -------------------- | --------------------- | ------- |
| Verdy Kawasaki       | 454 237               | 25 235  |
| Gamba Osaka          | 388 286               | 21 571  |
| JEF United Ichihara  | 364 922               | 20 273  |
| Nagoya Grampus Eight | 357 451               | 19 858  |
| Shimizu S-Pulse      | 332 312               | 18 462  |
| Yokohama Marinos     | 302 054               | 16 781  |
| Sanfrecce Hiroshima  | 299 586               | 16 644  |
| Yokohama Flügels     | 278 346               | 15 464  |
| Kashima Antlers      | 252 291               | 14 016  |
| Urawa Red Diamonds   | 206 265               | 11 459  |
| Total                | 3 235 750             | 17 976  |

## Récompenses

### Individuelles
- Meilleur joueur : Kazuyoshi Miura (Verdy Kawasaki)
- Meilleur espoir : Masaaki Sawanobori (Shimizu S-Pulse)
- Meilleur entraîneur : Yasutaro Matsuki (Verdy Kawasaki)

### Équipe-type de la saison
| Position | Joueur               | Club             | Pays |
| -------- | -------------------- | ---------------- | ---- |
| G        | Shigetatsu Matsunaga | Yokohama Marinos |      |
| D        | Shunzo Ono           | Kashima Antlers  |      |
| D        | Tetsuji Hashiratani  | Verdy Kawasaki   |      |
| D        | Pereira              | Verdy Kawasaki   |      |
| D        | Masami Ihara         | Yokohama Marinos |      |
| D        | Takumi Horiike       | Shimizu S-Pulse  |      |
| M        | Santos               | Kashima Antlers  |      |
| M        | Yasuto Honda         | Kashima Antlers  |      |
| M        | Ruy Ramos            | Verdy Kawasaki   |      |
| A        | Kazuyoshi Miura      | Verdy Kawasaki   |      |
| A        | Ramón Díaz           | Yokohama Marinos |      |